# Bergen–Stavanger–Newcastle
Det har gått en bilfärjelinje mellan Bergen i Norge och Newcastle i Storbritannien. Färjan gjorde även stopp i Haugesund och Stavanger, båda i Norge.
Färjelinjen lades ned i september 2008.
Överfartstid var 25 timmar från Bergen och 19 från Stavanger. Det gick år 2006 två avgångar per vecka, torsdagar och lördagar från Norge, samt fredagar och söndagar från Newcastle. Rederiet var DFDS den sista tiden och fram till 2006 var det Fjordline.
Hamnarna i Bergen, Haugesund och Stavanger ligger alla centralt. I Newcastle lade båten till på norra sidan av floden Tyne, cirka två kilometer från kusten, något öster om Tynetunneln. Det är cirka 10 kilometer från centrum.